# Олександър Гвоздик
Олександър Гвоздик е украински боксьор, бивш линеен шампион и шампион на WBC в лека тежка категория. Като аматьор е спечелил бронз от олимпийските игри през 2012 лека тежка категория.

## Аматьорска категория
Гвоздик е три пъти шампион на Украйна (през 2009, 2010, 2011).
През 2009 и 2011 записва участие на световното аматьорско първенство по бокс.
На олимпийските игри през 2012 печели срещу Михаил Даухалиавец от Беларус с 18 – 10, Осмар Браво от Никарагуа с 18 – 6 и срещу Абделхафид Бенчабла с 19 – 17. Опада на полуфинал от Адилбек Нийамзибетов от Казахстан и взема бронзовия медал.

## Професионална кариера
Гвоздик печели дебюта си през 2014 срещу Майк Монтоя в подгряващата карта на събитието Мани Пакяо – Тимъти Брадли II с нокаут в първия рунд.
След записани 9 успешни победи Гвоздик е предизвикан за титлата на NABF срещу бившия шампион Наджиб Мохамеди. Печели 10-рундовия мач с нокаут във 2-рия рунд.
След успешна защита срещу Томи Карпънси, украинецът се бие в подгряващата карта на събитието Сергей Ковальов – Андрю Уорд, срещу Айзък Чилемба. Гвоздик печели в 8-ия рунд с отказване заради проблеми с ръката на Чилемба.
Олександр Гвоздик печели своята втора титла – версия WBO-NABO след победа срещу Крейг Бейкър.
През 2018 Гвоздик има правото да предизвика шампиона Адонис Стивънсън след като завоюва интерим титлата на WBC срещу французина Мехди Амар. Изиграват се пълните 12 рунда, но украинецът печели с единодушно съдийско решение.

### Световен шампион
Адонис Стивънсън трябва да защитава линейната титла и титлата на WBC в лека тежка категория срещу интерим шампиона Олександър Гвоздик.
Мачът приключва в 11-ия рунд, след като Гвоздик нокаутира Стивънсън.
След двубоя в Квебек (Канада) Стивънсън е настанен в болница и състоянието му е критично. Той се намира в интензивното отделение с опасност за живота. По-късно Стивънсън претърпя операция на главния мозък и бе приведен в изкуствена кома, за да бъдат минимализирани последствията от кръвоизлива, който е получил. Лекарите постепенно намаляват лекарствата, които държат спортиста в медикаментозна кома.
На 30 март 2019 Гвоздик защити титлата си за първи път като нокаутира в 5-ия рунд французина Дуду Нгумбу във Филаделфия, Пенсилвания.

## Гвоздик срещу Бетербиев
След мача с Нгумбу, Top Rank насрочи двубой между непобедените Гвоздик и Артур Бетербиев за две от титлите в категория до 175 паунда – тези на WBC, IBF и отделно линейната титла. През юли е обявено, че мачът ще се състои на 18 октомври във Филаделфия, Пенсилвания.
По време на двубоя Гвоздик водеше в две от трите карти, но Бетербиев изпрати опонента си на пода два пъти в десетия рунд и реферът прекрати срещата. Така Гвоздик загуби колана на WBC и нулата в непобедения си рекорд.